# Het Houten Stadion
Het Houten Stadion (deutsch Das hölzerne Stadion, niederländisch Het houten stadion) war ein Fußballstadion im damaligen Stadtteil Watergraafsmeer, Bezirk Amsterdam-Oost, der niederländischen Hauptstadt Amsterdam. Es war das erste Stadion des Fußballvereins Ajax Amsterdam (kurz: AFC Ajax). Der Name des Stadions entwickelte sich aus dem Volksmund.

## Geschichte
Von der Gründung im Jahr 1900 an trug Ajax seine Spiele auf einem Feld in Amsterdam-Noord aus. Im Sommer 1907 brauchte der Club eine neue Spielstätte, da die Stadt auf dem bisherigen Gelände Häuser bauen wollte. Es wurden zwei Flächen auf einem Polder in Watergraafsmeer gefunden. Sie lagen näher an der Stadt als das alte Gelände. Am 29. September 1907 trug Ajax sein erstes offizielles Spiel in der neuen Anlage gegen die zweite Mannschaft von Sparta Rotterdam aus. In den ersten Jahren bestand die Spielstätte aus wenig mehr als dem Spielfeld. Es gab keine Tribünen, keine Umkleidekabinen und auch keine Wasserversorgung. Als Umkleidekabine wurde das Café Brokelmann auf der gegenüberliegenden Straßenseite genutzt. Zum Aufstieg 1911 in die Eerste Klasse West (deutsch Erste Liga West) wurden ein überdachter Rang auf einer Längsseite sowie eine Stehplatztribüne hinter einem Tor errichtet. Das Houten stadion wurde zu einem prominenten Platz. Vor der Haupttribüne verlief eine breite Promenade, an der Paraden und andere Festlichkeiten stattfanden. Der Vereinsvorsitzende des AFC Ajax, der Geschäftsmann Wim Eggerman, ließ zwei weitere Tribünen bauen. Trotz der Erweiterung war das Stadion auf lange Sicht zu klein. 1928 begann der Bau des De Meer Stadions als Nachfolger des Houten stadion. Anfang der 1930er Jahre wurde der AFC Ajax drei Mal niederländischer Meister in den Jahren 1931, 1932 und 1934 und die Zuschauerzahlen steigerten sich stetig. Am 11. November 1934 fand das letzte Ligaspiel des AFC im Stadion statt. Der Gegner, vor 15.000 dicht bis an das Spielfeld gedrängten Zuschauern im Klassieker, war Feyenoord Rotterdam (4:0). Am 9. Dezember wurde das De Meer Stadion mit einer Partie von Ajax gegen die französische Mannschaft von Stade Français aus Paris eröffnet. 